# Vrouwelijk orgasme

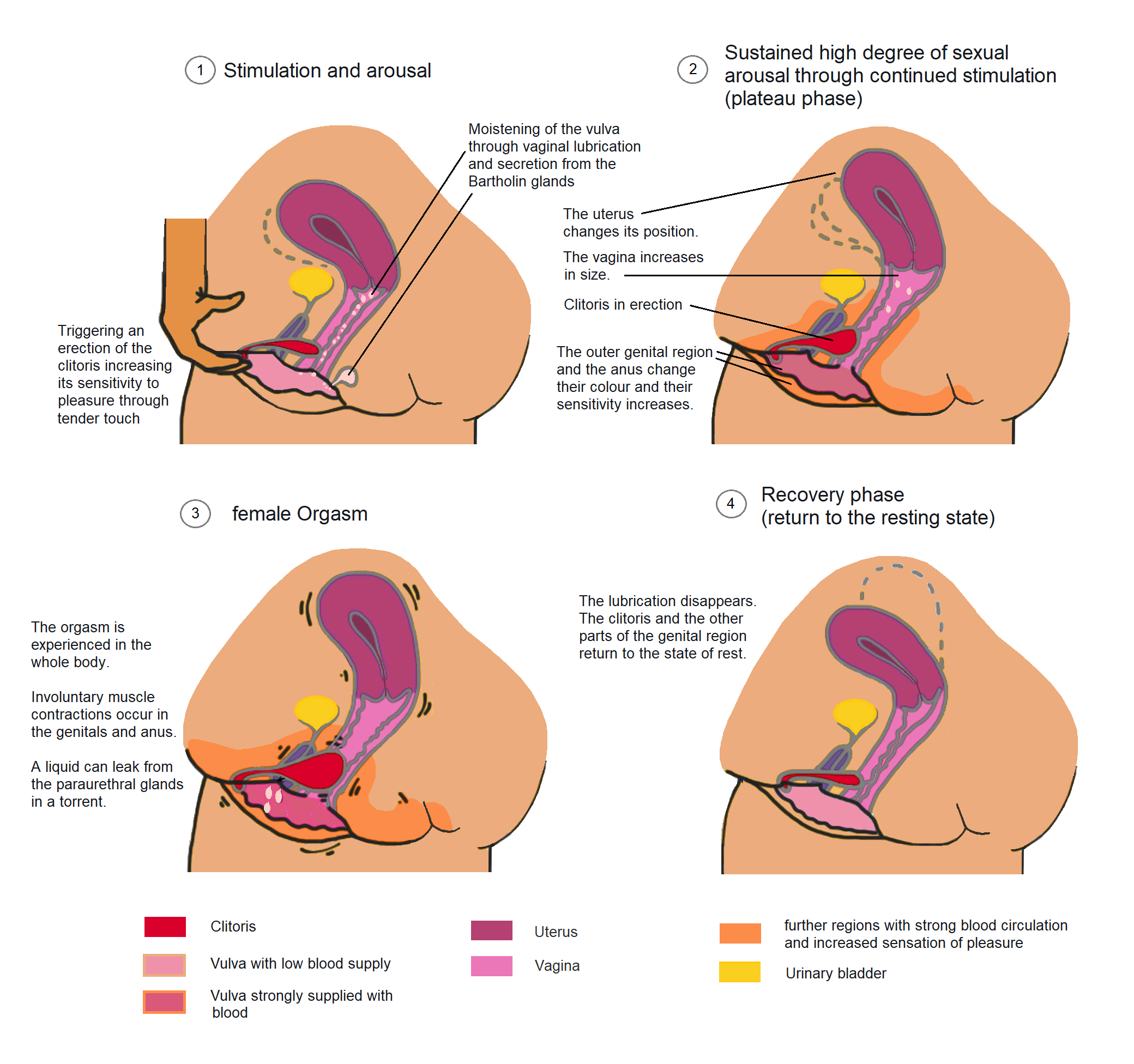
Het vrouwelijk orgasme

Het vrouwelijk orgasme is een orgasme dat kan plaatsvinden bij seksuele opwinding van de vrouw. Vrouwen kunnen in het algemeen tot een orgasme komen door stimulatie van de clitoris. Het vrouwelijke zwellichaam, dat aan de buitenzijde slechts zichtbaar is als een knopje, loopt inwendig diep door in een gevorkte vertakking die de vagina aan twee kanten omsluit. Het ervaren van inwendige orgasmen zou dus te maken kunnen hebben met de verborgen grootte van de clitoris. Voor veel vrouwen is het moeilijk om door middel van enkel penetratie klaar te komen; slechts 30% komt klaar door penetratie alleen, tegenover 95% van de mannen.
Voordat een vrouw een orgasme heeft wordt de vagina vochtig, en zwelt de clitoris op door een vergroting van de bloedstroom die in het sponsachtige weefsel van de clitoris wordt vastgehouden. Sommige vrouwen blozen voor een orgasme over een groot deel van het lichaam. Wanneer een vrouw dicht bij een orgasme komt, verdwijnt de clitoris doorgaans in een huidplooi en de binnenste schaamlippen worden donkerder van kleur. Aan het begin van het orgasme trekt de vagina zich door de spieren eromheen samen en neemt de vagina 30% in omvang af. De baarmoeder en de spieren rond de vagina trekken zich tijdens het orgasme een aantal malen ritmisch samen. Sommige vrouwen hebben een veel heviger orgasme wanneer de G-plek gestimuleerd wordt.
Bij een orgasme is er een sterke deactivatie van de amygdalae en grote delen van de prefrontale cortex (angst en alertheidscentra).
Tijdens een orgasme bij de vrouw komen grote hoeveelheden oxytocine vrij, wat een belangrijke rol speelt bij het faciliteren van het transport van spermacellen door de vagina, met het doel de conceptie te bevorderen. Sperma bevat zelf ook oxytocine. Seksuele opwinding verhoogt de oxytocinespiegels ook enigszins, maar bij een orgasme komen grote hoeveelheden oxytocine vrij en wel meer naarmate het orgasme als beter wordt ervaren.
Nadat het orgasme voorbij is, komt de clitoris weer tevoorschijn en neemt binnen 10 minuten zijn normale omvang weer aan. Sommige vrouwen hebben geen rustperiode zoals mannen, en kunnen snel na een orgasme tot een nieuw hoogtepunt komen wanneer de stimulatie doorgaat.
Eén op de tien vrouwen bereikt nooit een orgasme. Dit wordt anorgasmie genoemd. Hoewel in de Middeleeuwse wetenschap - in tegenstelling tot de kerkleer - wel geloofd werd dat een orgasme noodzakelijk was voor conceptie. Het lijkt erop dat het al dan net bereiken van een hoogtepunt geen enkel effect heeft op conceptie. Mogelijk was dit eerder in de menselijke evolutie echter wel zo en is het vrouwelijk orgasme een overblijfsel van dit verschijnsel.

## Soorten orgasmes
Er wordt onderscheid gemaakt tussen verschillende soorten orgasmes waarbij de plaats van stimulering onderscheidend is. Bij het stimuleren van de clitoris wordt gesproken van clitoraal orgasme. Bij stimulering door penetratie van de vagina wordt gesproken van vaginaal orgasme. Door Freud werd in 1905 vaginaal orgasme beschreven als een vorm waarmee een vrouw haar volwassenheid bewijst. Clitoraal klaarkomende vrouwen zijn dan in hun ontwikkeling blijven steken. Hoewel deze theorie in latere onderzoeken werd weerlegd, speelt de theorie nog steeds een rol bij seksuele beeldvorming. 
De verschillende posities waarin de geslachtsgemeenschap kan worden bedreven bieden verschillende stimuleringen, en het is mogelijk dat er posities zijn te vinden waarbij de vrouw tot een orgasme kan komen. Voor veel vrouwen echter is een stimulatie anderszins, bijvoorbeeld door aanraking van de clitoris met de mond of met de hand noodzakelijk om tot een orgasme te komen. Afhankelijk van verschillende gestimuleerde plekken kan hierbij naast clitoraal en vaginaal orgasme gesproken worden van onder meer tepelorgasme, zone-orgasme, anaal orgasme, mentaal orgasme, baarmoederorgasme, A-spotorgasme en G-spotorgasme.
Ook worden er verschillende orgasmes onderscheiden met een verhoogde intensiteit waaronder het vallei-orgasme, meervoudig orgasme, gelijktijdig orgasme, energetisch orgasme en spuitorgasme.

## Functie
Over de biologische functie van het orgasme van de vrouw bestaan verschillende hypothesen. Een theorie is dat het verkrijgen van een orgasme bij een bepaalde partner bijdraagt aan de paarbinding. Een vrouw komt over het algemeen makkelijker tot een orgasme bij een op haar ingespeelde partner. Dit vergroot derhalve de paarbinding. Een sterke paarbinding tussen man en vrouw is een zeer belangrijke parameter voor het overleven van het nageslacht.
Een andere hypothese is dat een orgasme bij de vrouw kans op zwangerschap vergroot, doordat de schokkende bewegingen van het orgasme spasmen veroorzaken in de vagina en de baarmoeder en dit zorgt voor een "zuigende werking" in de richting van de baarmoeder. Sperma zou zo beter vastgehouden kunnen worden en bij de eicel komen. Er zijn echter ook aanwijzingen dat door deze spasmen het aanwezige sperma juist uit de vagina en baarmoeder wordt gestoten, waardoor de kans op zwangerschap mogelijk vermindert. Indien het orgasme van de vrouw echter plaatsvindt kort nadat de man zijn ejaculaat in de vagina heeft gespoten, zal het sperma nog niet in de baarmoeder zijn aangekomen. Er is enige tijd voor nodig voordat het sperma op eigen kracht de baarmoederhals is doorgezwommen. (Het sperma blijft zo'n 48 uur leven.)
Een laatste hypothese is dat het orgasme van de vrouw een bijproduct is van de embryonale ontwikkeling. Deze hypothese is geponeerd door Elisabeth Lloyd. Zij stelt dat, doordat de penis en de clitoris uit dezelfde structuren zijn ontstaan, zowel man als vrouw een orgasme kunnen beleven.